# Cyclamen repandum
Cyclamen repandum là một loài thực vật có hoa trong họ Anh thảo. Loài này được Sm. mô tả khoa học đầu tiên năm 1806.

## Hình ảnh

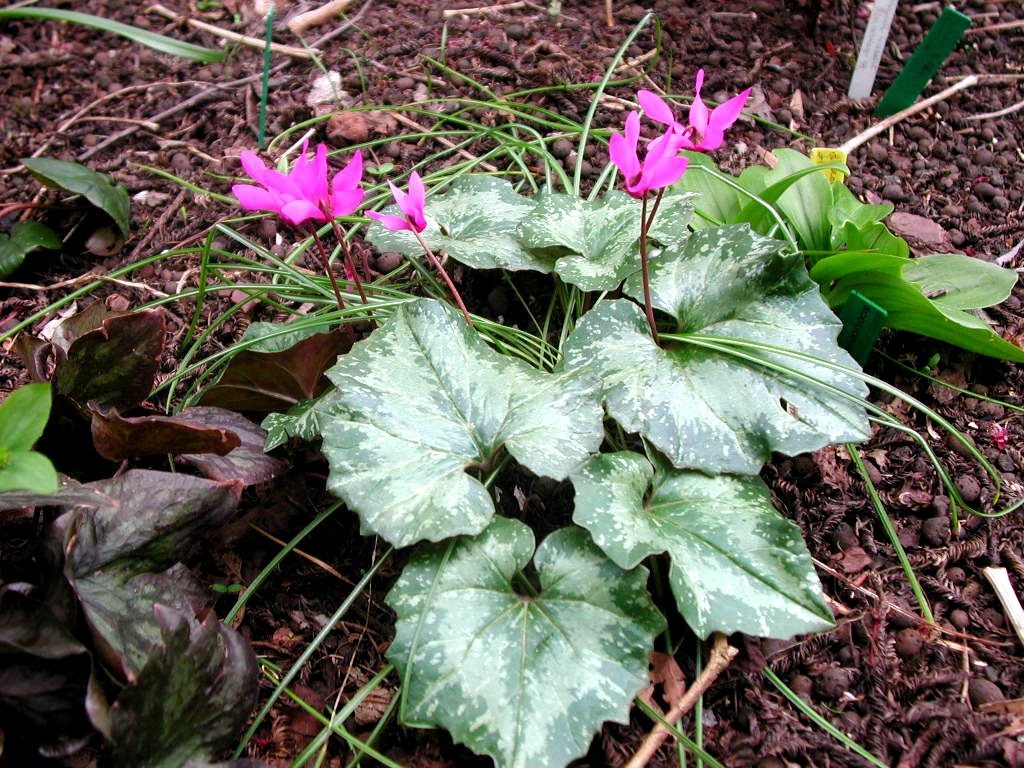
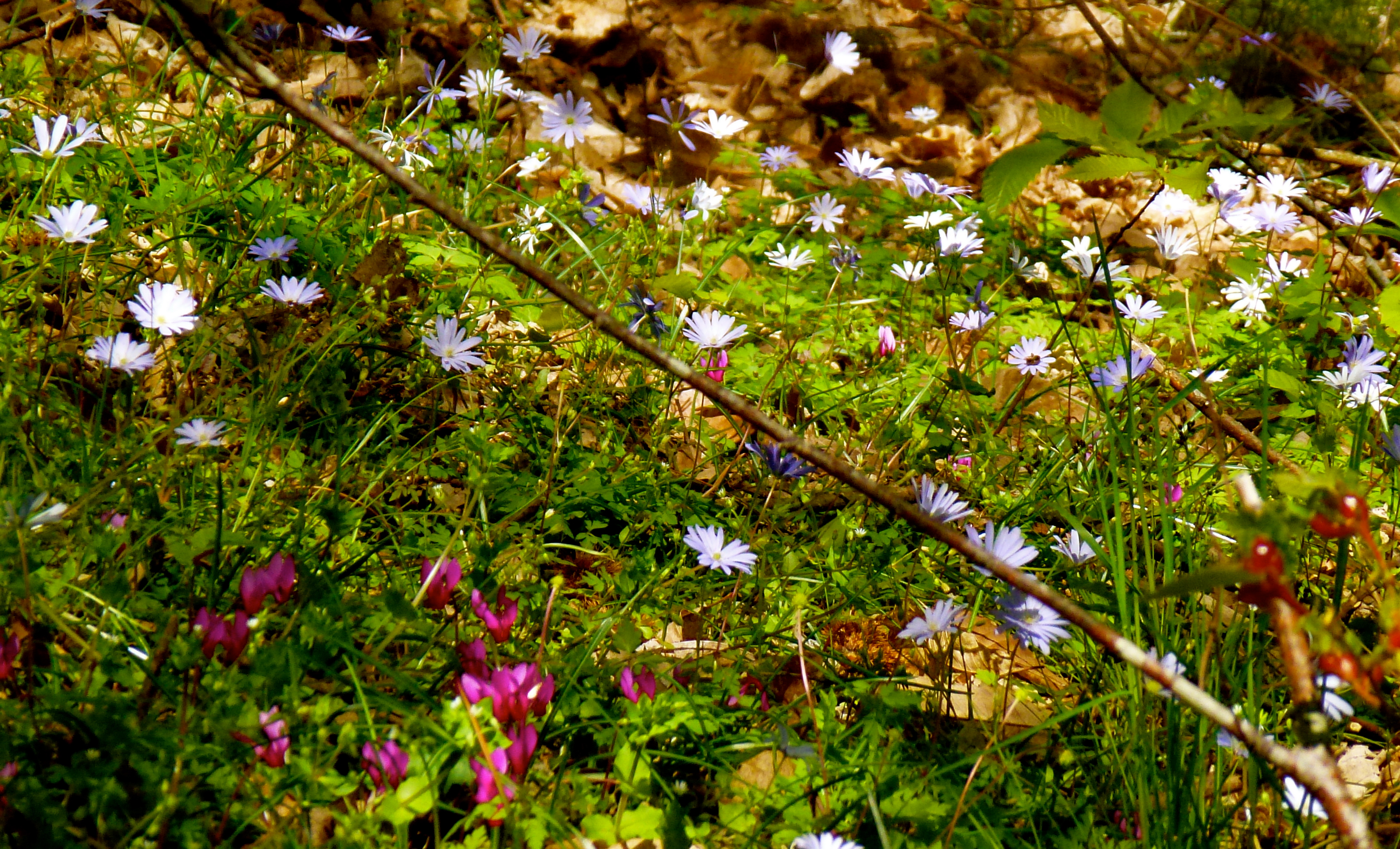
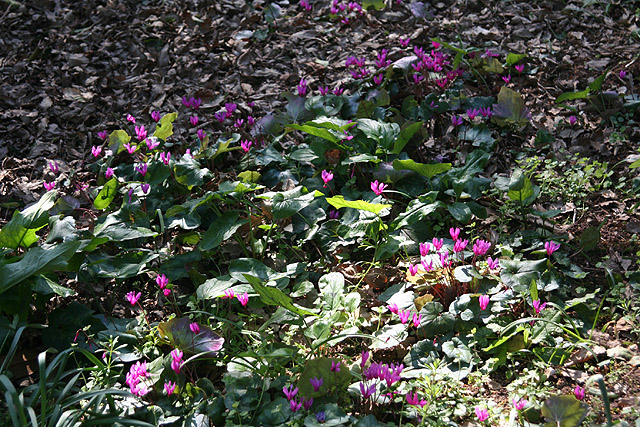
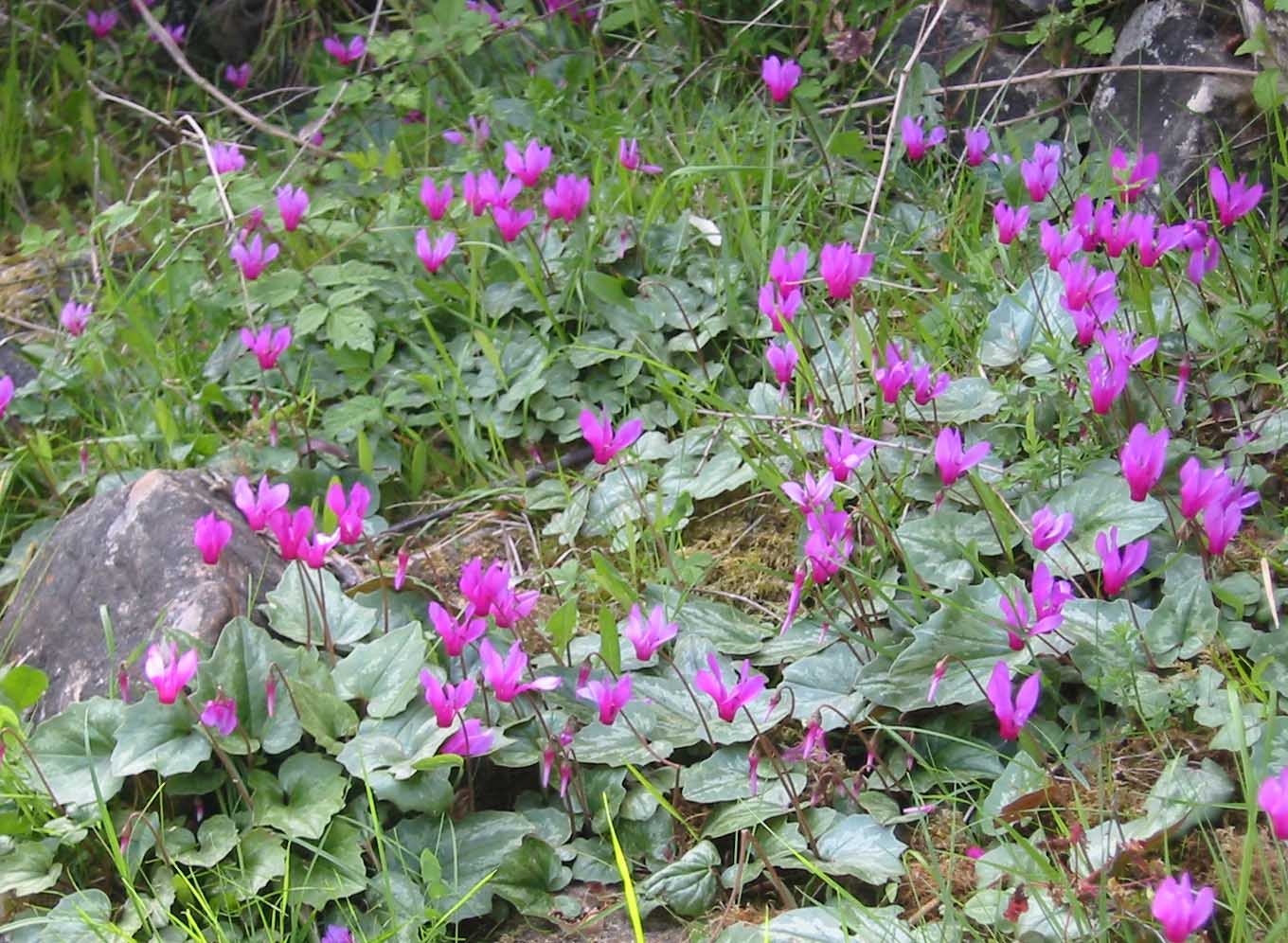